# Шпальта (газети)
Шпальта — вертикальна смуга на сторінці газети, журналу, утворена рядом коротких рядків, також таблоїдний постер (плакат для реклами, найчастіше, в жовтій журналістиці), або перша сторінка частини мережевих медіа, коли на ній компонуються найважливіші теми через об'єднання заголовків і коротких анотацій з ілюстративним супроводом. У Швеції деякі якісні щоденні газети паралельно зі звичайним випуском публікують таблоїдні постери разом із назвою газети та заголовками ключових матеріалів номера, які разом із газетами доставляють до пунктів продажу преси і розвішують для інформування читачів.
Від таблоїдних постерів особливо залежать таблоїди, тому що у них немає передплатників.

## Приклади таблоїдних постерів, шпальти газет в різних країнах

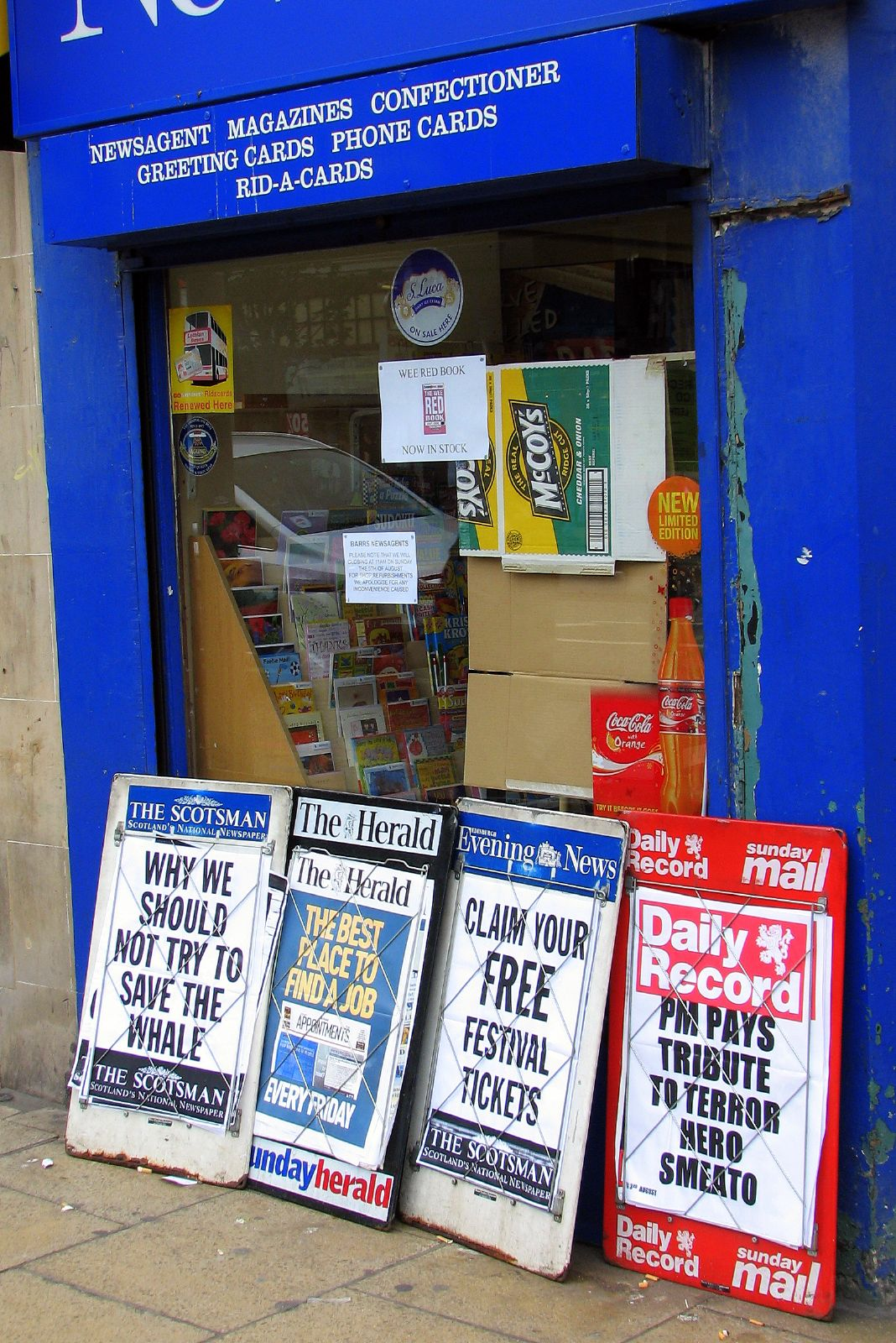
Таблички поза газетним кіоском в Шотландії в 2007 році
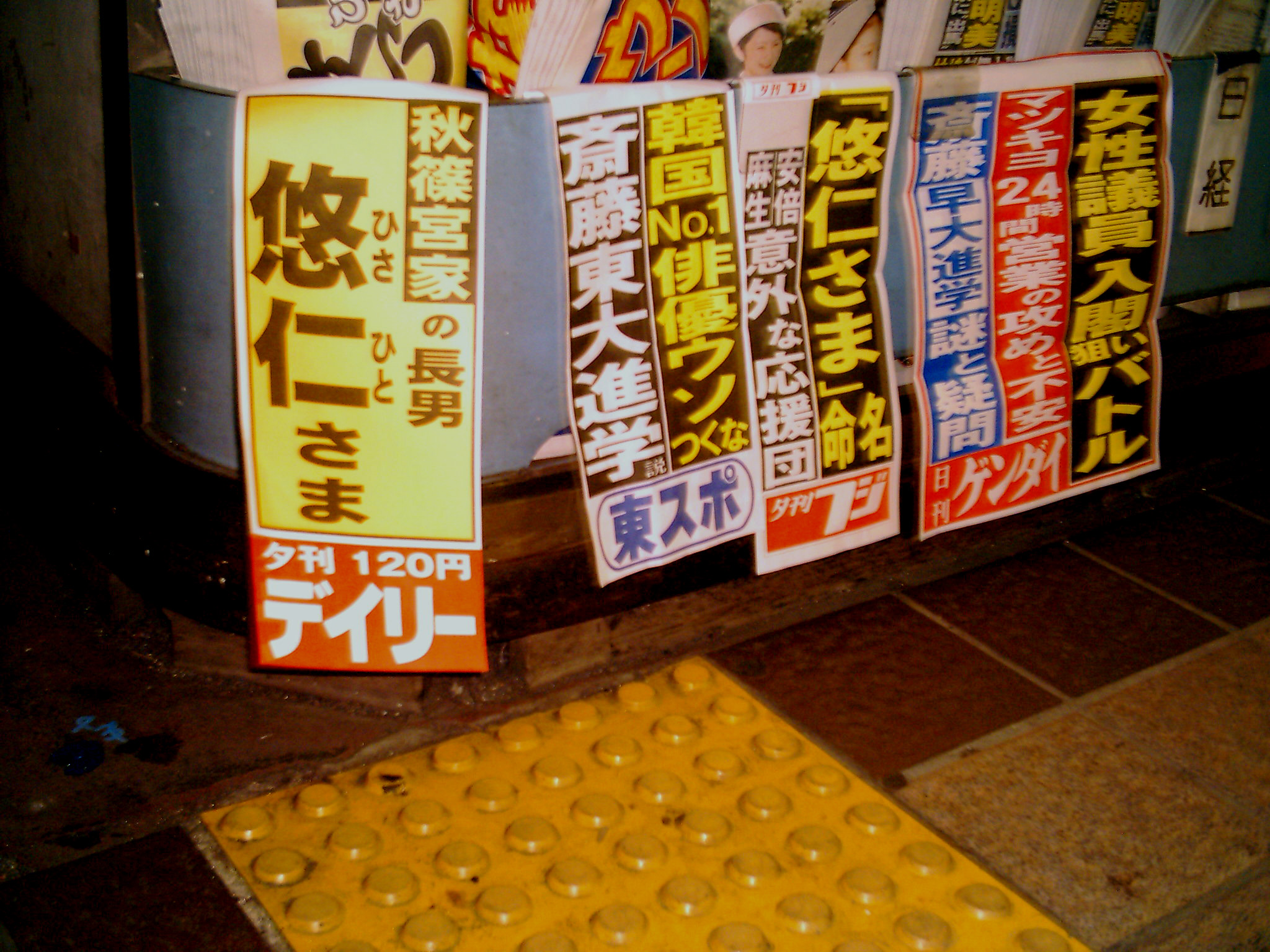
Японські шпальти про народження принца Хісахіто Акисино у вересні 2006 року.
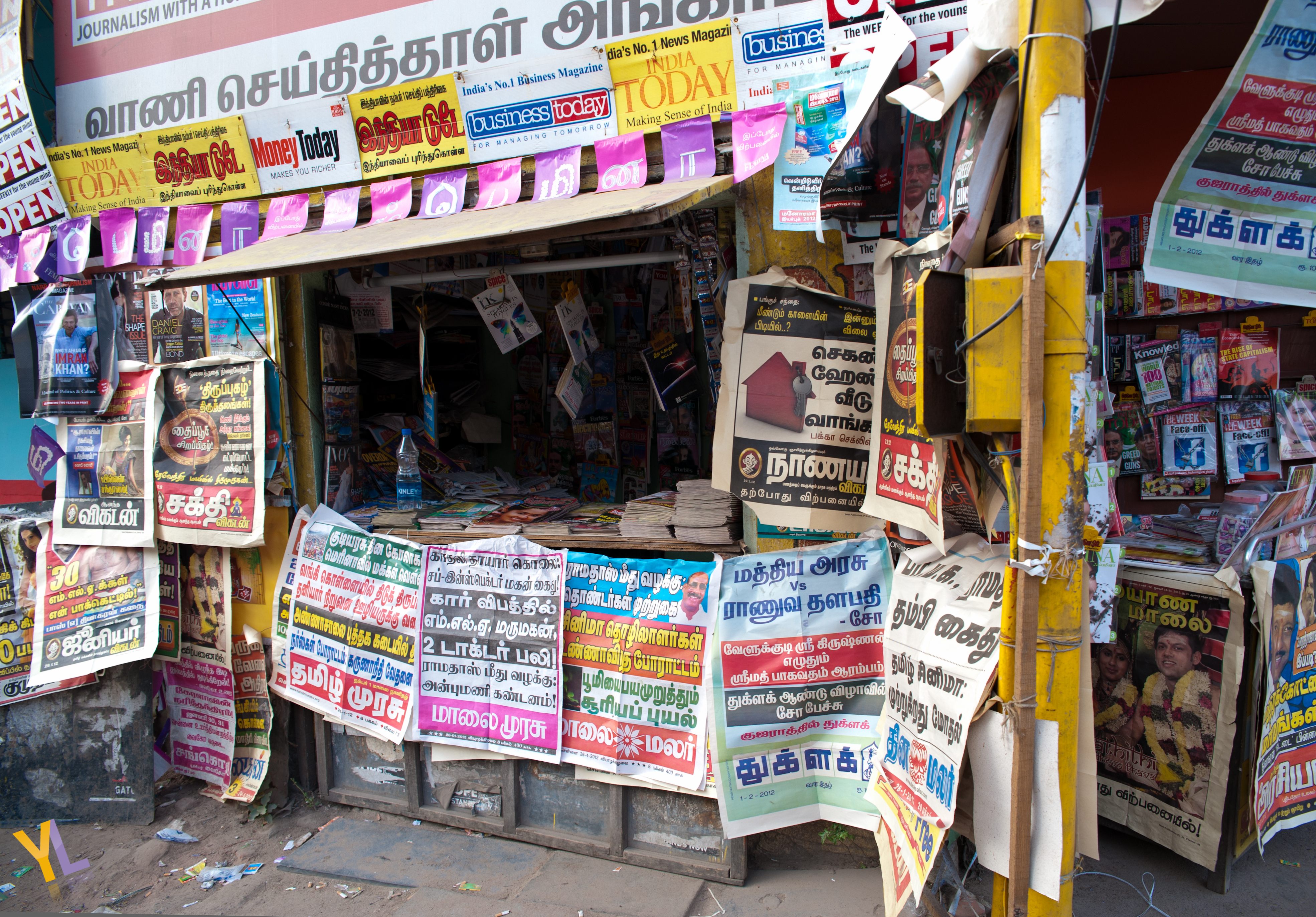
Таблички поза кіоском в Ченнаї, Індія.
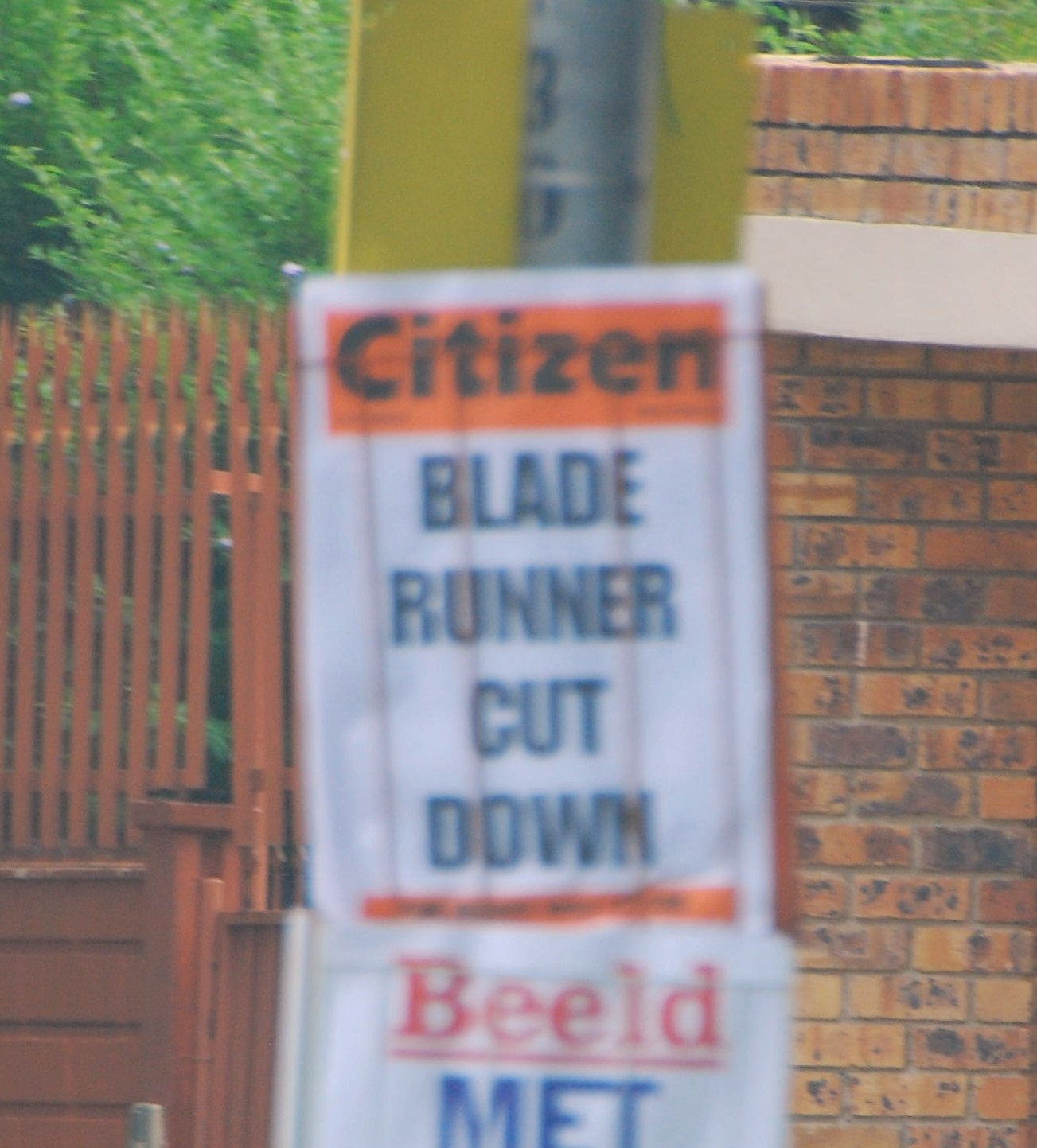
Шпальти в Йоганнесбурзі в Південній Африці в січні 2008 року.
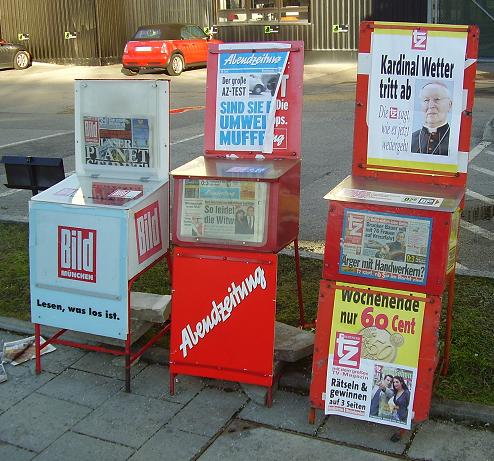
Шпальти на газетних автоматах в Мюнхені в Німеччині в 2007 році.
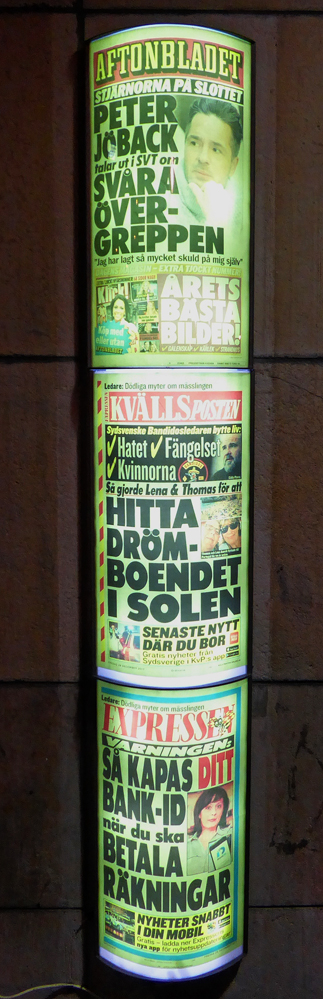
Швеція 2017.